# Mission des Nations unies en Éthiopie et en Érythrée

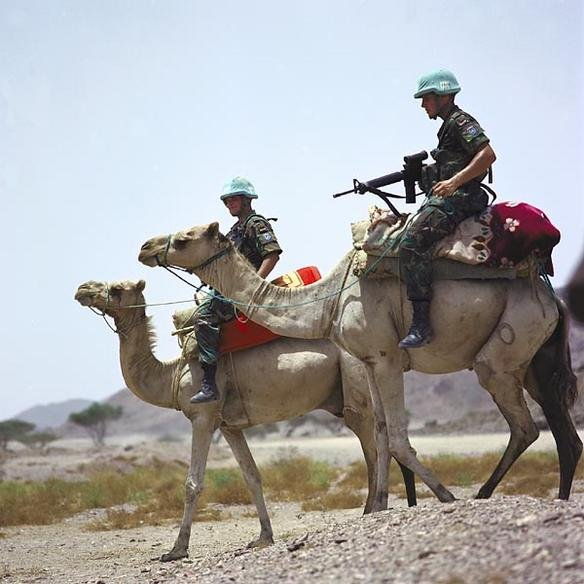
Soldats danois de la MINUEE

La Mission des Nations unies en Éthiopie et en Érythrée (MINUEE) (en anglais : United Nations Mission in Ethiopia and Eritrea (UNMEE)) est une opération de maintien de la paix des Nations unies qui s'est déroulée en Éthiopie et en Érythrée entre 2000 et 2008.	

## Historique
La mission a été créée le 31 juillet 2000 par la résolution 1312 du Conseil de sécurité des Nations unies. Par sa résolution 1320 de 2000, le Conseil de sécurité des Nations unies entend ainsi faire respecter l'accord de cessation des hostilités signé à la fin de la guerre Érythrée-Éthiopie. Sa mission a pris fin le 31 juillet 2008.	

## Description
Les quartiers généraux de la MINUEE sont situés à Addis-Abeba (Éthiopie) et Asmara (Érythrée)[réf. souhaitée].